# Гистондеацетилаза 11
 Гистондеацетилаза 11  (англ. Histone deacetylase 11) — фермент массой 39 кДа, кодируеммый у человека геном  HDAC11, расположен на хромосоме 3 у человека и на хромосоме 6 у мышей.
Он является IV классом HDAC. (Класс IV имеют характеристики как класса I, так и класса II HDAC). Впервые он был описан в 2002 году.
Гистондеацетилазы, такие как HDAC11, контролируют экспрессию ДНК путём модификации октамерного ядра гистонов, что упаковывает ДНК в плотные структуры хроматина и подавляют экспрессию генов.

## Функции
HDAC11 экспрессируется обычно в мозгу и тканях яичка, но повышенная экспрессия HDAC11 также была замечена в различных раковых клетках.
HDAC11 был показан в качестве негативного регулятора производства IL-10 в клетках, представляющих антигены. Кроме того, было выявлено, что ингибирование HDAC11 приводит к повышенной экспрессии OX40L в клетках лимфомы Ходжкина.

## Взаимодействия
HDAC11, как было выявлено, взаимодействует с HDAC6.